# 로버트 스티븐슨

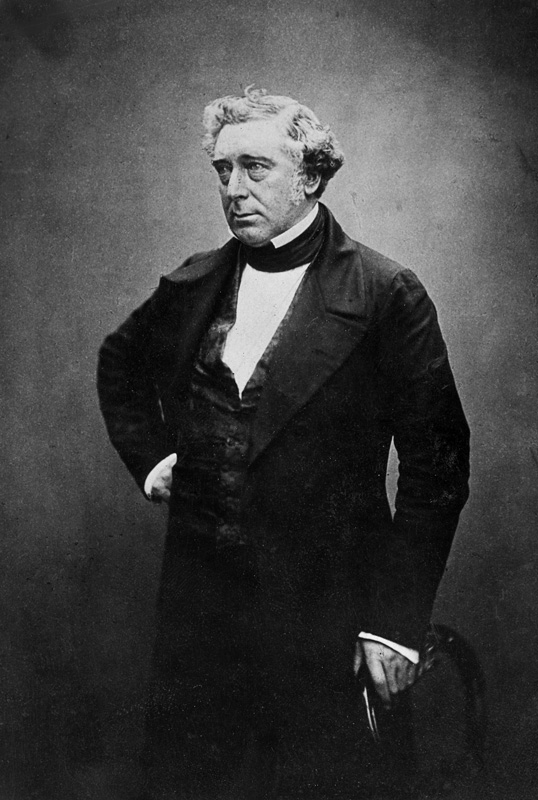
로버트 스티븐슨

로버트 스티븐슨(Robert Stephenson, 1803년 10월 16일 ~ 1859년 10월 12일)은 영국의 토목기술자이다. 유명한 철도 기술자이며, 증기 기관차 기술자였던 조지 스티븐슨의 외아들이다.

## 같이 보기
- 조지 스티븐슨
- 철도